# Бени Ганц
Бењамин Ганц (хебр. בִּנְיָמִין "בֵּנִי" גַּנְץ, Транслитерирано: Binyāmīn "Bēnī" Ganṣ; рођен 9. јуна 1959.) је израелски политичар и пензионисани генерал војске који је био министар одбране између 2020. и 2022. и као заменик премијера Израела између 2021. и 2022. године. Претходно је био алтернативни премијер Израела од 2020. до 2021. године.
Служио је као 20. начелник Генералштаба Израелских одбрамбених снага (ИДФ) од 2011. до 2015.   У децембру 2018. ушао је у политику оснивањем нове политичке партије под називом Странка израелске издржљивости.   Партија се касније удружила са Телемом и Јеш Атидом да би формирала Плаво-бели савез ( хебрејски : Кахол Лаван ), по боји израелске националне заставе .  Ганцова платформа плаво-белог савеза укључује увођење ограничења броја мандата премијера, забрану оптуженим политичарима да служе у Кнесету, измену закона о националним државама да би се укључиле израелске мањине, ограничавање моћи над браковима главног рабината Израела, улагање у рано образовање, проширење здравствене заштите и поновно улазак у преговоре са палестинским властима о мировном споразуму. 
Ганц је био 17. председник Кнесета од 26. марта 2020.  до 17. маја 2020.    Дана 20. априла 2020, Ганц је пристао да се придружи ротационој влади са премијером Бењамином Нетањахуом . Према условима споразума, Ганц би служио као алтернативни премијер и министар одбране, пре него што би наследио Нетањахуа на месту премијера Израела у новембру 2021.  Међутим, коалиција се распала, што је резултирало новим изборима 2021. године. Као министар одбране, Ганц је био задужен за операцију Чувар зидина у Гази. У јуну 2021. поново је именован за министра одбране и постао потпредседник Владе, на тој функцији до децембра 2022.